# Jardín botánico Doña Falla

El Parque Doña Falla es espacio público que se encuentra en la ciudad de Xalapa en donde se concentran floricultores veracruzanos para exponer y comercializar las plantas que cultivan en diversos viveros de localidades del estado de Veracruz, México 

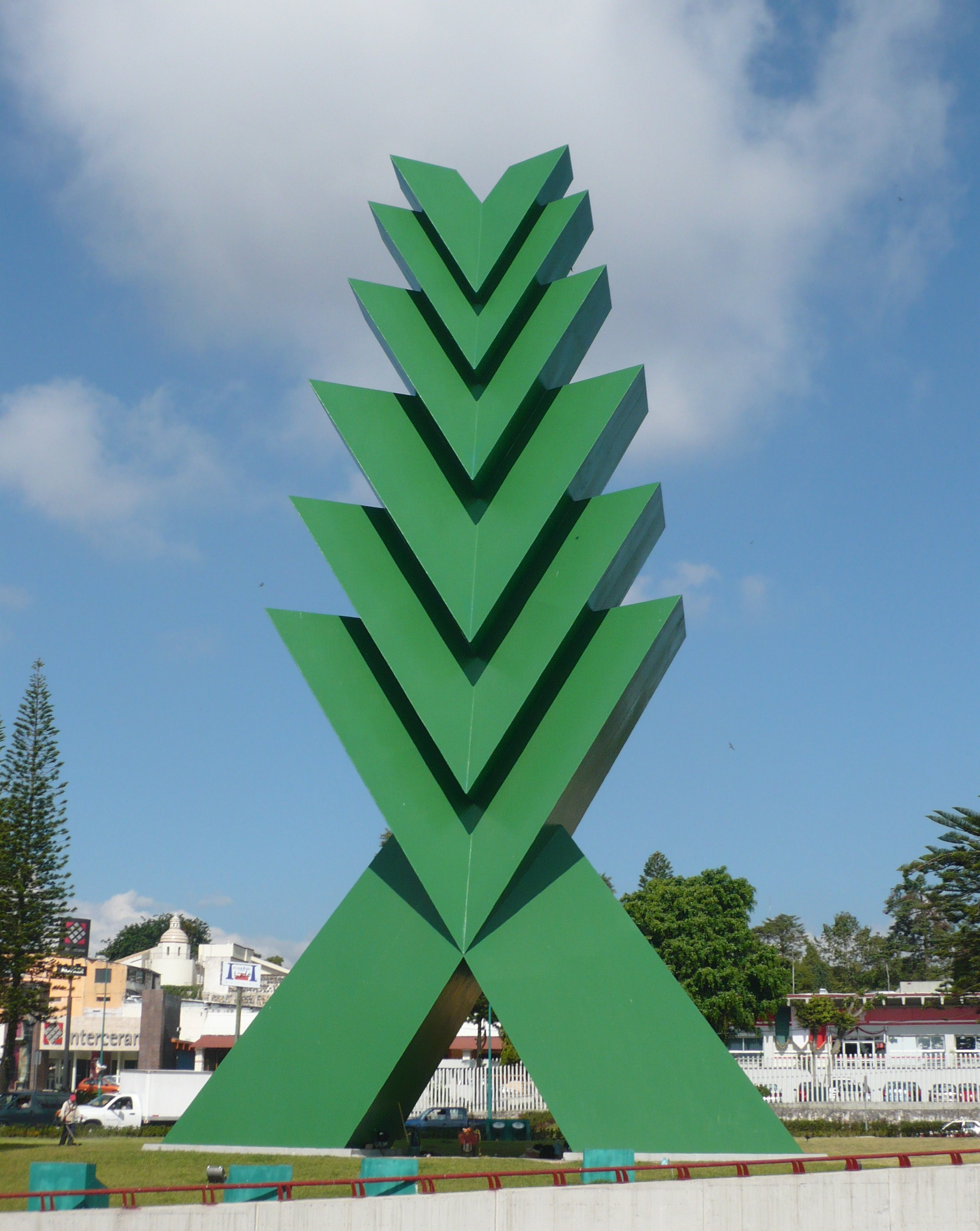
Araucaria de Xalapa.

## Localización
El Parque Doña Falla se encuentra en la Ciudad de Xalapa, Veracruz
Está abierto todos los días de la semana en un horario de 9:00 a 18:00 horas.

## Historia
PARQUE “DOÑA FALLA”
CASA DE LA FLORICULTURA VERACRUZANA
La floricultura ornamental del estado de Veracruz, representa una actividad productiva muy atractiva por su alta rentabilidad.
La mayor producción ornamental de Veracruz se concentra en las regiones de las grandes montañas, la región central, los Tuxtlas y Sotavento, destacando los municipios deLa Perla, Mariano Escobedo, Rafael Delgado, Atzacan, Ixtaczoquitlán, Fortín, Córdoba, Ixuatlancillo, Jalacingo, Coatepec, Xico, Teocelo, Tepatlaxco, Omealca, Catemaco, Ángel R. Cabada, Xalapa, Perote, Huatusco, Altotonga, San Andrés Tuxtla, Santiago Tuxtla, Alto Lucero, Martínez dela Torre, Emiliano Zapata, Medellín y Paso del Macho entre los más importantes en producción.
```
Conscientes del potencial existente, el gobierno estatal en 2004, a través del Instituto Veracruzano para el Desarrollo Rural (INVEDER), llevó a cabo el proyecto de construcción del primer parque de floricultura del estado, dedicado a ofrecer a los productores un espacio digno para el desarrollo integral de la actividad ornamental.
```

```
De esta manera, en una superficie de 2.4 hectáreas ubicadas sobre la Avenida Lázaro Cárdenas No. 104, esquina con la Avenida Rafael Murillo Vidal, dela Colonia Campo Nuevo, en la ciudad de Xalapa, se edificó este parque que con el paso del tiempo se ha convertido en la “Casa dela Floricultura Veracruzana”, donde se exhibe y comercializa la producción ornamental del estado, además de ser un centro para la capacitación y el mejoramiento continuo de los productores, cuenta para ello, con salón de usos múltiples, cafetería, estacionamiento, áreas verdes, oficinas y 28 invernaderos, que actualmente administra y opera la Secretaría de Desarrollo Agropecuario, Rural y Pesca a través de la Oficina de Hortalizas que se encuentra en el interior del parque.
```

```
¿Por qué Parque “Doña Falla”?
```

```
Este espacio dedicado a la producción ornamental, requería ser identificado con el nombre de alguien que, por sus acciones, dignificara el lugar y al mismo tiempo ofrecer un tributo a quien con tanta pasión defendió la naturaleza y el medio ambiente de Xalapa.
```

```
Es por ello que se le otorgó el nombre de “Parque Doña Falla” en honor a Rafaela Murillo de Barbero, mujer altruista, de gran integridad moral, nacida en Tlacotalpan, Veracruz, y que durante 53 años vivió en Xalapa, lugar que consideraba un “paisaje completo” por la armonía e integración de su arquitectura con el medio ambiente, que le inspiraba fertilidad, quietud y felicidad.
```

```
A Rafaela Murillo los xalapeños le debemos la oportunidad de disfrutar del parque “Los Berros”, ya que gracias a su oportuna intervención, ante el gobernador Agustín Acosta Lagunes, al evitar la construcción de un proyecto habitacional en ese lugar, se logró conservar ese espléndido parque, el cual fue también fuente de inspiración del poeta Salvador Díaz Mirón para la creación de su obra literaria.
```

```
Desarrollo del Corredor Ornamental
```

```
El parque “Doña Falla”, rodeado de un bosque de liquidámbares y multicromáticas especies de plantas, flores y follajes veracruzanas, forma parte del primer centro de desarrollo del sector ornamental del estado; junto con los parques de floricultura de Córdoba y Fortín, en conjunto, forman parte del corredor ornamental de la región central del estado que el Gobierno del Estado planeó hace algunos años para fortalecer la comercialización y capacitación de los productores de la región central montañosa de Veracruz.
```

De acuerdo a la opinión de floricultores del parque “Doña Falla”, hoy por hoy: -“lo único que separa a los productores veracruzanos de los grandes productores de ornamentales del mundo, es la capacitación y las experiencias de conocimiento y el impulso que el gobierno nos dé; porque trabajo y ganas para hacerlo lo tenemos de sobra los productores veracruzanos”-.
Muestra de ello es el caso de la producción de violeta africana en la localidad de Pinoltepec, municipio de Emiliano Zapata, en donde se ha desarrollado este cultivo produciendo un promedio de 150 mil plantas anuales, las cuales se comercializa en los estados de Morelos, Puebla, Estado de México, Jalisco, Nuevo León y Veracruz. Hasta el momento no se tiene registro de una producción similar de violeta en el país, lo que coloca a Veracruz en un lugar privilegiado en la producción de esta especie.
Como este caso, existen diversas experiencias destacadas de floricultores que están dando todo por generar empleos y empujando para colocar a Veracruz en los primeros lugares de producción ornamental en coordinación con el Gobierno Estatal.
Es por ello, que los floricultores del parque “Doña Falla”, están seguros que el sector ornamental alcanzará niveles de competitividad, que fortalecerá y diversificará la economía veracruzana.
Por lo pronto, ya se está trabajando en la capacitación y la comercialización, a través de eventos, cursos, talleres, pláticas, entre otras actividades, que se han llevado a cabo en estas instalaciones a través de la Oficina de Hortalizas de la SEDARPA que se encuentra en el interior del Parque.
FUNCIONES PRINCIPALES DE LA OFICINA DE ENLACE:
```
1.-Otorgar asesoría y capacitación a productores de ornamentales con la finalidad de consolidar la actividad.
```

```
2.- Impartir capacitación al público en general, con la finalidad de fomentar los conocimientos básicos para el cuidado de las plantas en casa,  promover el consumo y la preservación del medio ambiente.
```

```
 3.-Otorgar asesoría para la elaboración de proyectos productivos y apoyo en los trámites para el acceso a los Programas de Concurrencia con recursos Estatales y Federales.
```

```
4.-Dar seguimiento en campo al desarrollo de los proyectos apoyados con la finalidad de verificar la correcta aplicación de los recursos y avance de los mismos.
```

```
 5.-Coordinar las actividades con las diferentes instituciones públicas y privadas a nivel municipal, estatal y federal con el fin de promover la floricultura en el Estado.
```

```
6.-Vincular la investigación para fomentar el desarrollo tecnológico en todas las etapas de su producción.
```

```
7.- Promover y apoyar a los productores en la adopción de técnicas para el mejoramiento de la calidad de flores y follajes endémicos, con centros de investigación, experimentación y transferencia de tecnología.
```

```
8.-Apoyar en la búsqueda de áreas de oportunidad en la comercialización de ornamentales a nivel local, regional, nacional e internacional.
```

```
 9.-Promover la comercialización dentro del Estado a través de Expo-Ferias de primavera (marzo-abril) y Nochebuena (noviembre-diciembre).
```

```
10.-Coordinarse con los Parques de Floricultura de Córdoba y Fortín a fin de homogeneizar actividades de trabajo en beneficio de la actividad.
```

```
 11.-Difundir entre los productores la normatividad regulatoria y sanitaria vigentes a fin de propiciar el desarrollo sustentable y la preservación del medio ambiente.
```

12.-Difundir y promocionar la comercialización en pequeña escala de los productores viveristas que se encuentran instalados en el Parque “Doña Falla”.
13.-Vincular actividades sociales, culturales, turísticas, artísticas y de recreación de manera conjunta con instituciones municipales, estatales, federales, de educación e investigación, empresas privadas y públicas, con la finalidad de promocionar al Parque “Doña Falla”, como centro de exposición, venta y casa de la floricultura veracruzana.
14.- Realizar todas aquellas actividades en el ámbito de su competencia, necesarias para el logro de los objetivos de la oficina Enlace de la SEDARPA.

## Colecciones
- Colecciones de cactus
- Colección de plantas suculentas.
- Orquídeas
- Plantas tropicales del sureste asiático
- Árboles frutales tropicales